# Cratere Yungay
Yungay  è un cratere sulla superficie di Marte.